# Hidrazon
Hidrazoni su klasa organskih jedinjenja sa strukturom R
1R
2C=NNH
2. Oni su srodni sa ketonima i aldehidima u smislu zamene kiseonika sa NNH
2 funkcionalnom grupom. Oni se obično formiraju dejstvom hidrazina na ketone ili aldehide.

## Galerija
- Hidrazoni
- Benzofenon hidrazon
- Karbonil cijanid m-hlorofenil hidrazon
- Giromitrin (Acetaldehid metilformilhidrazon), toksin
- Dihidralazin, antihipertenzivni lek